# Station Madame
Station Madame is een spoorwegstation in de Franse gemeente Couffoulens.